# メビウスゲームズ
メビウスゲームズは主にドイツの輸入ボードゲームを扱うボードゲーム専門ショップ。
また、毎年ドイツのエッセンシュピール内で開催されるカルカソンヌ世界大会、日本代表選考の主催も務めている。

## 概要
1993年、九段下にて、主にドイツゲームを中心に輸入販売を行うボードゲームショップとして創業。
1997年に有限会社メビウスとして設立。2003年に水道橋の店舗に移転する。
創業以来、輸入ゲームに独自の日本語訳説明書を付属して販売するのが特徴であり、この「メビウス訳付き」輸入ゲームは多くのゲームショップで委託販売されている。
海外の人気ゲームを他社の日本語化に先駆け販売し、普及の礎となることも多い。（例：カタンの開拓など）
また、海外ゲームをコンポーネントから日本語化した「完全日本語版」や、オリジナル作品の製作もてがけている。

## 完全日本語版
- ニムト
- カルカソンヌ
- コロレット
- ごきぶりポーカー
- お邪魔者
- マンマミーア!
- ボーナンザ
- ハゲタカのえじき
- ぴっぐテン
- ミッドナイトパーティー
- キュージェット
- サンファン
- お先に失礼しま～す
- ゲシェンク

## オリジナル作品
- ワードバスケット